# Jägerhof (Wilhelmsthal)

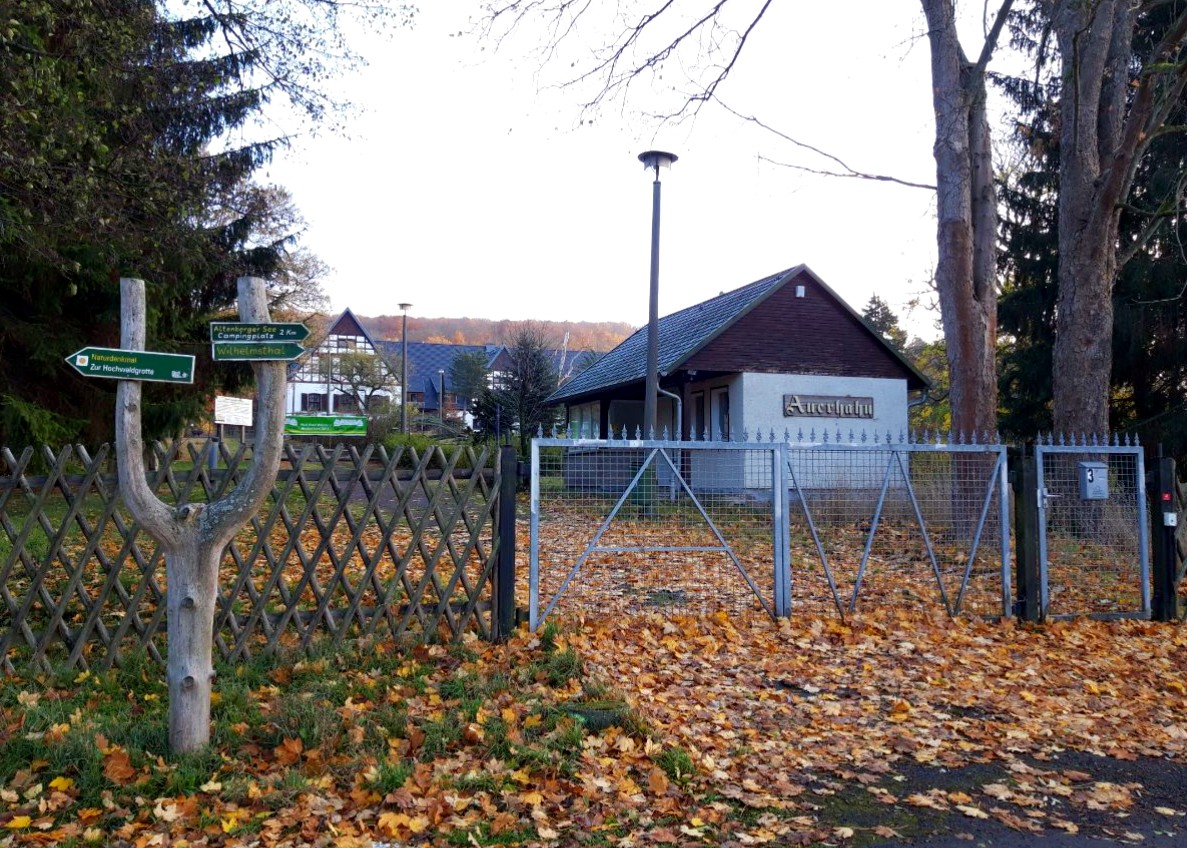
Haupteingang Auerhahn/Jägerhof mit der „Alten Wache“

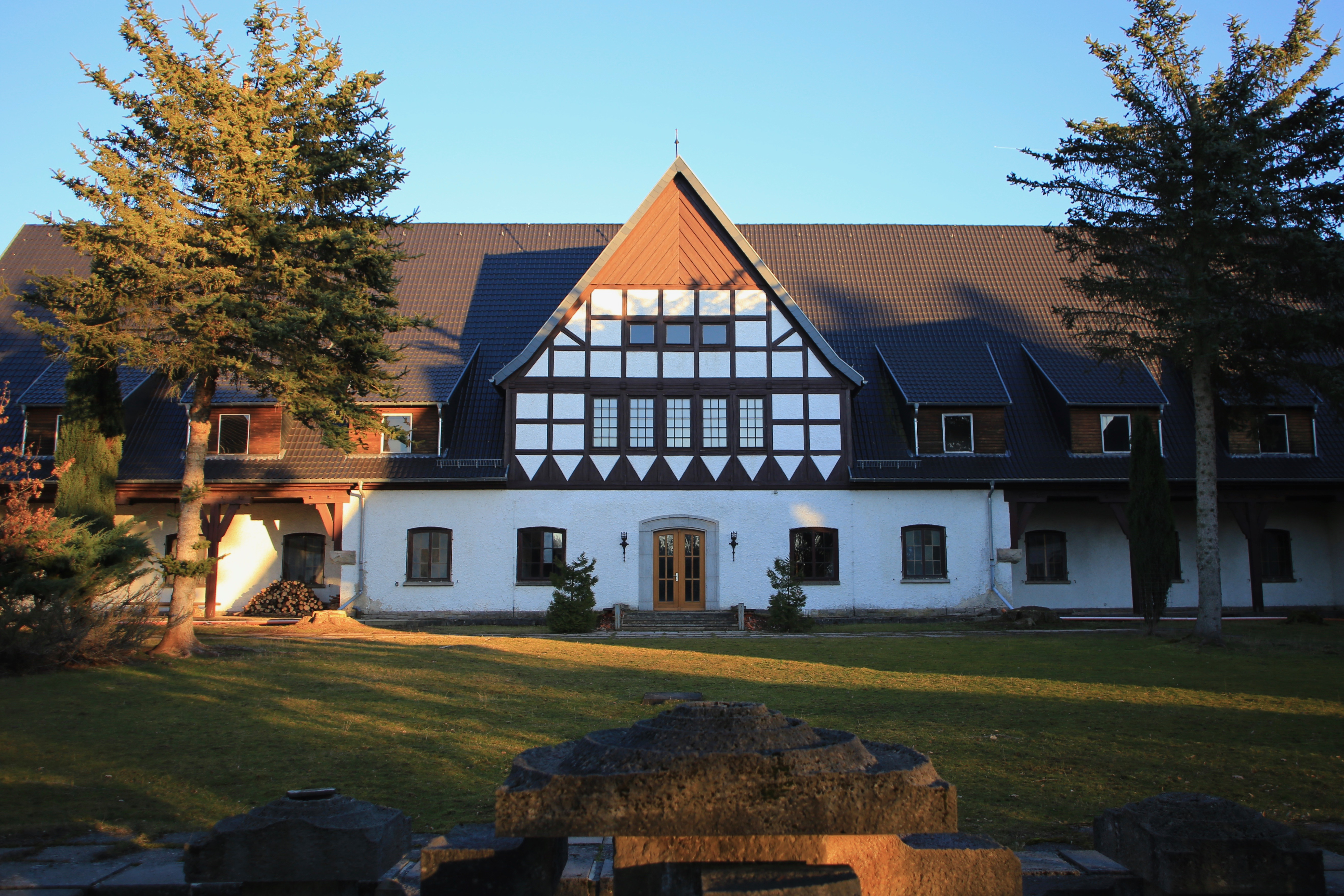
Hauptbau Gasthof Auerhahn/Jägerhof Wilhelmsthal

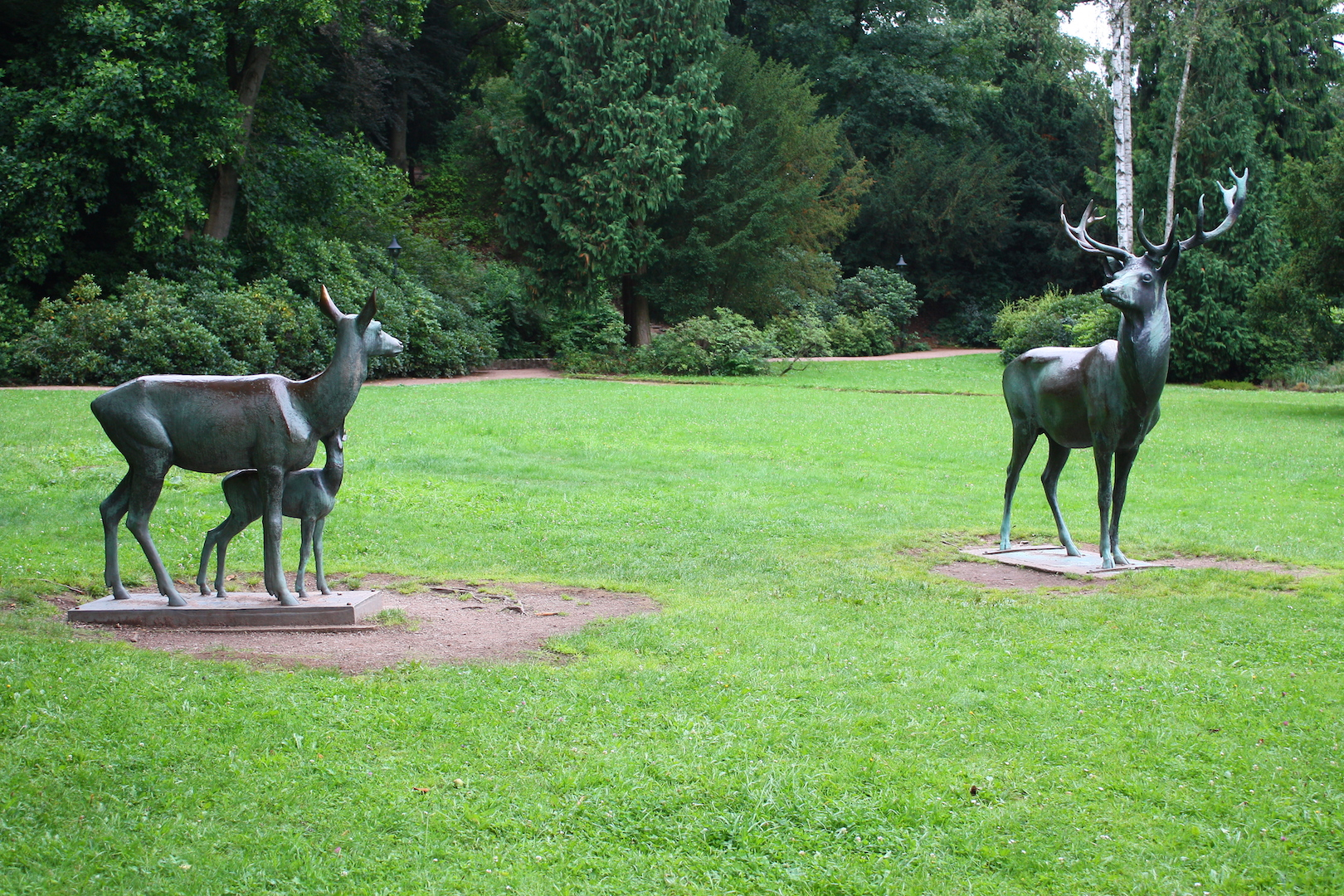
Hirschgruppe Bronze im Kartausgarten Eisenach

Der Jägerhof ist ein Baudenkmal im Ortsteil Wilhelmsthal der Gemeinde Gerstungen im Wartburgkreis in Thüringen, 8,5 km südlich von Eisenach.

## Geschichte
Das Gebäude wurde in seiner ursprünglichen Form 1743 als Schlossgasthof „Zum Auerhahn“ des etwa 200 m westlich gelegenen Jagdschlosses Wilhelmsthal errichtet. 1938 wurde die Anlage komplett abgerissen und als Gaujägerhof Thüringen neu aufgebaut. Dieser war mit finanziellem und organisatorischem Einsatz der Thüringer Jägerverbände als repräsentatives Versammlungs- und Schulungszentrum konzipiert worden und sollte als vierter Reichsjägerhof fortan der thüringischen Jägerschaft als Ausgangspunkt für Jagden im ehemals herzoglichen Wilhelmsthaler Jagdrevier dienen. Noch 1940 bestand der Name „Zum Auerhahn“. Ab 1942 wurde das Objekt als Lazarett genutzt und im selben Jahr begonnen, den historischen Schlossgasthof abzubrechen. Nach Kriegsende erfolgte ab 1946 eine Nutzung als „Staatsgasthof Auerhahn“, bis 1947 auf dem Gelände eine pädagogische Fachschule für Neulehrer eingerichtet wurde, welcher 1957 die Bezirksjugendschule der FDJ folgte.
1975 wurde die Anlage zum „Erholungsheim Wilhelmsthal“ der Sozialistischen Einheitspartei Deutschlands umgebaut und diente fortan der Erholung privilegierter Bürger des DDR-Regimes. Die Bronzefiguren des Jägerhofes wurden zwischenzeitlich in den Kartausgarten in Eisenach transloziert, wo sie heute noch zu besichtigen sind. Nach der Wende 1989 stand der Gasthof als Hotel „Haus Wilhelmsthal“ mit Schwimmhalle allen Erholungssuchenden offen, bis es 1998 schloss.
Danach stand das Objekt leer und verfiel unter der Obhut des Forstamtes Marksuhl zusehends. Weite Teile der zum großen Teil aus den 1930er Jahren erhaltenen Inneneinrichtung fielen illegalem Verkauf, Diebstahl und Vandalismus zum Opfer.
Seit 2008 befindet sich das Bauwerk in Privatbesitz. Der Eigentümer leitete sofort wichtige Schritte ein, das Denkmal und die Nebengebäude vor dem weiteren Verfall zu retten. Die der Bundesstraße 19 zugewandte Hauptansicht wurde denkmalgerecht wiederhergestellt und An- und Umbauten von 1975 zurückgebaut. Von 2010 bis 2015 wurde in dem Nebengebäude „Alte Wache“ der Imbissbetrieb „Wanderrast Zum Auerhahn“ geführt. 2012 wurde ein Wildgehege mit dem Besatz von Sika-Hirschen eingerichtet und damit an die in Wilhelmsthal traditionelle Gatterhaltung von Hirschen angeknüpft. Zum Tag des offenen Denkmals 2013, 2015 und zum „117. Deutschen Wandertag“ 2017 konnte der Gasthof Auerhahn/Jägerhof in öffentlichen Führungen besichtigt werden. 2019 fand zur Bundesfachtagung für landwirtschaftliche Wildhaltung eine Exkursion nach Wilhelmsthal statt. Das Nutzungskonzept in Verbindung mit Wildhaltung und Tourismus wurde vom Eigentümer und Wildhalter vorgestellt. Für die Rettung und Entwicklung eines tragfähigen Nutzungskonzeptes des ehemaligen Jägerhofs „Zum Auerhahn“ in Wilhelmsthal wurde der Denkmalschutzpreis des Wartburgkreises von Landrat Reinhard Krebs überreicht.